# Svatovítský zámek
Svatovítský zámek stojí nad Hamerským potokem nedaleko centra Broumova v okrese Tachov. Je chráněn jako kulturní památka České republiky.

## Historie
Zámek nechal v 1. polovině 18. století postavit Zikmund z Haimhausenu, jenž v té době vlastnil panství Chodová Planá. Důvodem výstavby byl rozvoj hornictví a hutnictví v oblasti. V 18. a 19. století byla využívána jako sídlo lesního a báňského úřadu, z důvodu těžby a zpracování železné a měděné rudy na Broumovsku. Podle rozložení místností při obvodu to vypadá, že již při výstavbě zámku bylo s touto funkcí počítáno. Heimhausenové panství vlastnili až do roku 1945, kdy jim bylo zkonfiskováno a následně sloužil jako sklad. Dnes má soukromého majitele a je v něm umístěn hotel U Sv. Víta. Nedaleko zámku stojí sousoší Sv. Víta v kotli.